# Sátoraljaújhely
Sátoraljaújhely (in tedesco Neustadt am Zeltberg; in slovacco Nové Mesto pod Šiatrom)  è una città dell'Ungheria di 18.352 abitanti (dati 2001). È situata nella contea di Borsod-Abaúj-Zemplén a 8 km dal capoluogo Miskolc, nei pressi del confine con la Slovacchia.

## Storia
Dopo la distruzione ad opera dei Tartari la città fu ricostruita nel secolo XIII. Fu nominata città dal re Stefano V nel 1261 che costruì nelle vicinanze un castello.
Ci furono diverse rivolte nel 1700 e 1800 contro gli Asburgo. Dopo la rivoluzione del 1848 divenne un importante snodo per le comunicazioni verso la Slovacchia e la Russia.
All'inizio del 1900 la città contava 13.000 abitanti, 4.500 dei quali erano ebrei.
A seguito del Trattato di Trianon, l'Ungheria perse i suoi territori più settentrionali. Il nuovo confine tagliò la città in due parti: il 20% della popolazione (e il 25% del territorio) passò alla Cecoslovacchia che creò il comune di Slovenské Nové Mesto, che comprendeva anche due linee ferroviarie e la zona industriale.
Durante la Seconda guerra mondiale la città fu pesantemente bombardata e fu occupata dall'esercito dell'Unione Sovietica.
Attualmente esercita un ruolo molto importante il turismo invernale.

## Monumenti e luoghi d'interesse
- Centro storico (costruito nel 1700)
- Chiesa del Vino, l'unica chiesa in Ungheria senza nome usata in passato per conservare il vino
- Mausoleo Ferenc Kazinczy
- Ferenc Kazinczy Museum
- Villa Waldbott
- Cimitero ebraico e sinagoga

## Società

### Evoluzione demografica
Secondo il censimento del 2001 la popolazione, in base alla nazionalità, si può suddividere in:
- Ungheresi 90,91%
- Rom 6,37%
- Slovacchi 1,21%
- Tedeschi 0,96%
- Altri 0,55%

## Amministrazione

### Gemellaggi
- Lohja
- Franekeradeel
- Sindos
- Krosno
- Michalovce